# Власов, Александр Васильевич (строитель)
Александр Васильевич Вла́сов (6 ноября 1926, с. Казеевка, Саратовская губерния — 28 февраля 2017, Уфа) — советский организатор строительного производства. Управляющий строительным трестом № 21 (Уфа) (1968—1978), руководил возведением ряда крупнейших промышленных объектов Башкирии. Лауреат премии Совета Министров СССР.

## Биография
Родился в с. Казеевка (ныне — в Пензенском районе Пензенской области). Его отец, Василий Иванович Власов (1905—1973), — участник и инвалид Великой Отечественной войны.

Мой отец хоть и не был строителем по профессии, но строил много, имел внутри созидательную жилку. Я, получается, в него.— Из публикации в газете «Республика Башкортостан».
Мать, Мария Кирилловна Власова (1907—1976), была домохозяйкой.
В 1944 году окончил среднюю школу № 7 г. Пензы.
- 1944—1949 гг. — учёба в Пензенском индустриальном институте. Окончил институт с квалификацией «инженер-строитель»;[2]
- 1949—1953 гг. — прораб строительного управления № 6 строительного треста № 21, г. Уфа,
- 1953—1955 гг. — старший прораб СУ-6 треста № 21,
- 1955—1957 гг. — начальник производственного отдела СУ-6,
- 1957—1958 гг. — главный инженер СУ-6,
- 1958—1961 гг. — начальник СУ-6,
- 1961—1968 гг. — главный инженер треста № 21,
- 1968—1978 гг. — управляющий строительным трестом № 21,
- 1978—1988 гг. — заместитель начальника Главбашстроя.[3]

## Результаты деятельности
Под его руководством трестом № 21 были построены:
- установки для производства полиэтилена (1967) и фенолов (1976) на Уфимском заводе синтетического спирта (ныне — ОАО «Уфаоргсинтез»);
- комбинированная установка каталитического риформинга и гидроочистки дизельного топлива (1970) на Ново-Уфимском нефтеперерабатывающем заводе;
- установка гидрокрекинга (1973) на Уфимском НПЗ им. 22-го съезда КПСС («Башнефть-Уфанефтехим»);[3]
- корпуса основного производства Уфимского моторостроительного завода (ОАО «УМПО»; 40.000 м²);
- ряд сооружений 3-й площадки УМЗ;
- все корпуса производства по выпуску двигателей «Москвич-412» УМЗ (в дальнейшем — УЗАМ);
- автоцентр ВАЗ;
- первая очередь Башкирского биохимкомбината;[4]
- ТЭЦ-3 и ТЭЦ-4 г. Уфы;
- 3 водозабора г. Уфы;
- больницы № 11, 17, 18 и 21 г. Уфы;
- ряд школ, детских садов, жилых домов и др. объекты.

В должности заместителя начальника Главбашстроя Александр Васильевич Власов курировал строительство посёлка Верхнезейск на Байкало-Амурской магистрали, в котором башкирскими строителями были возведены объекты жилого сектора и инфраструктуры.

## Научная организация труда
А. В. Власов внёс значительный вклад в разработку и внедрение в практику новой системы руководства строительством крупных производственных комплексов; в основу его метода были положены сетевые графики. Они обеспечили своевременный и полный контроль всего производственного цикла и позволили прогнозировать ход стройки на любую перспективу. Используя новаторскую методику руководителя, коллектив треста № 21 смог добиться наивысших в отрасли показателей по вводу объектов и объёмам работ.

## Награды и звания
- : Орден Октябрьской Революции (1971)
- : Орден Трудового Красного Знамени (1973)
- : Орден «Знак Почёта» (1965)
- : Медаль «За доблестный труд. В ознаменование 100-летия со дня рождения Владимира Ильича Ленина» (1970)
- Медаль «Ветеран труда»
- : Премия Совета Министров СССР (1974) [3]
- : Заслуженный строитель Башкирской АССР (1976)

### Заслуги треста
- 1976: Трест № 21 награждён орденом Трудового Красного Знамени — за повышение эффективности производства, досрочный ввод в действие мощностей микробиологической, химической и нефтеперерабатывающей промышленности, высокое качество строительно-монтажных работ.[5]

## Семья и увлечения
Супруга, Валентина Васильевна Власова (девичья фамилия — Сергеева; род. 1933), — инженер-строитель, многие годы проработала вместе с мужем в уфимском тресте № 21. Обе дочери окончили Башкирский государственный медицинский институт. Наталья Александровна Власова (род. 1956) — терапевт, доктор медицинских наук, профессор БГМУ. Татьяна Александровна Власова (род. 1960) — врач-кардиолог высшей категории. Внучка — Мария Евгеньевна Иванова (род. 1980), окончила УГНТУ и преподаёт в этом университете. Специалист по связям с общественностью, кандидат социологических наук, доцент. Внук — Александр Дмитриевич Ступалов (род. 1986), также окончил УГНТУ, инженер-нефтяник.
В молодости Александр Васильевич увлекался конькобежным спортом. Инженер-строитель А. В. Власов в редкие часы досуга любил слушать музыку — и классическую, и песни советских композиторов. Главное хобби Александра Васильевича в зрелые годы — чтение исторической литературы.

## Грани личности
О себе как о руководителе Власов говорит: «Хотелось быть демократичным. Но жесткость тоже необходима, когда работаешь быстро, много, с разными людьми».— Из публикации в газете «Республика Башкортостан».

Когда отец только начинал, его назначили мастером участка, где работали заключенные. Среди них попадались такие фигуры, что разного рода начальникам приходилось ходить с оглядкой. А своему мастеру зэки подчинялись беспрекословно: уважали в нем не статус, не власть, а именно силу личности.— Наталья и Татьяна Власовы. Там же.

Трест возводил сложнейшие объекты топливно-энергетического комплекса, поэтому значение имел всесоюзное и подчинялся напрямую ЦК партии. Работа требовала напряжения всех сил, физических и моральных… На пенсию Власов ушел после третьего инфаркта, в первый раз «скорая» увезла его прямо с работы.— Там же.

Выйдя на пенсию, Александр Васильевич освоил йогу и за несколько лет сумел полностью восстановить физическую форму. Вновь вернулся к любимому делу, благо, способность мыслить творчески и видеть перспективу никуда не исчезла. Многие его идеи по сей день находят воплощение на карте строек Уфы.— Там же.